# سد ویون
سد ویون (به لاتین: Wiwon Dam) یک سد و نیروگاه برقابی در چین است که در Ji'an, Jilin واقع شده‌است.